# Монобе (река)
Монобе или Монобе-Гава (яп. 物部川 монобэгава) — река в Японии на острове Сикоку. Протекает по территории префектуры Коти.
Исток реки находится под горой Сирага-Яма (白髪山, высотой 1770 м), на территории города Ками. Монобе течёт через горы на юго-запад, ниже города Тосаямада поворачивает на юг. Далее она течёт по равнине Катё (香長平野) и впадает в залив Тоса Филиппинского моря.
Длина Монобе составляет 71 км, на территории её бассейна (508 км²) проживает около 39000 человек. Согласно японской классификации, Монобе является рекой первого класса.
В XX веке крупнейшие наводнения происходили в 1963, 1970 и 1998 годах. Во время наводнения 1970 года было затоплено 2936 домов, в 1998 году — 2743 домов.